# Alfonso Barco
Alfonso Barco (Lima, Provincia de Lima, Perú, 7 de diciembre de 2001) es un futbolista peruano. Juega de centrocampista y su equipo actual es el Club Sport Emelec de la Serie A de Ecuador.

## Trayectoria
Sus primeros pasos en el fútbol los realizó en las divisiones menores de Sporting Cristal donde llegó a los 15 años y fue dirigido por Julinho. En febrero del 2017 paso pruebas en el RCD Espanyol de España. Luego terminó su proceso de formación en la Universidad de San Martín, donde llegó a inicios de 2018. En el año 2019 fue ascendido al primer equipo con varios juveniles del club, en la fecha 17 del Torneo Apertura, hizo su debut profesional bajo el mando del argentino Carlos Bustos frente a Ayacucho en el estadio Ciudad de Cumaná.
A mediados de 2019, fue cedido en préstamo a la Universidad César Vallejo por seis meses, sin embargo, no pudo debutar con el plantel principal, solo salió en el banco de suplentes una vez en el semestre frente a Cusco F. C. Desde el año 2020 se convirtió en pieza fundamental para el cuadro santo, siendo uno de los jugadores que más sumó en la bolsa de minutos.
Para la temporada 2021 fue fundamental para llegar a la final de la Fase 1, jugó 9 partidos y dio 1 asistencia. Para la Fase 2 el equipo santo luchó por no descender, no logrando el objetivo de salvarse, disputó 24 partidos durante toda la temporada. Luego de terminar su contrato fue fichado por Universitario de Deportes por dos temporadas a pedido de Gregorio Pérez.
Fue inscrito para la Copa Libertadores 2022, quedándose en el banco de suplentes los partidos de ida y vuelta frente a Barcelona. Su debut oficial con el plantel merengue se dio en la fecha 3 del Torneo Apertura, en la derrota 2-1 frente a Carlos Stein. Luego de llegar a un acuerdo con la directiva del club merengue, fichó por Defensor Sporting de Uruguay.

## Selección nacional
Ha sido internacional con la selección de fútbol del Perú en la categoría sub-20.

## Estadísticas

### Clubes
Actualizado de acuerdo al último partido jugado el 17 de agosto de 2025.
| Univ. San Martín · Perú          | 1.ª           | 2019          | 1   | 0 | — | — | — | — | 1   | 0 |
| Univ. San Martín · Perú          | 1.ª           | 2020          | 14  | 0 | — | — | — | — | 14  | 0 |
| Univ. San Martín · Perú          | 1.ª           | 2021          | 24  | 0 | — | — | — | — | 24  | 0 |
| Univ. San Martín · Perú          | Total club    | Total club    | 39  | 0 | 0 | 0 | 0 | 0 | 39  | 0 |
| Universitario de Deportes · Perú | 1.ª           | 2022          | 25  | 0 | — | — | — | — | 25  | 0 |
| Universitario de Deportes · Perú | 1.ª           | 2023          | 13  | 0 | — | — | 7 | 0 | 20  | 0 |
| Universitario de Deportes · Perú | Total club    | Total club    | 38  | 0 | 0 | 0 | 7 | 0 | 45  | 0 |
| Defensor Sporting · Uruguay      | 1.ª           | 2023          | 8   | 1 | — | — | — | — | 8   | 1 |
| Defensor Sporting · Uruguay      | 1.ª           | 2024          | 19  | 1 | 3 | 1 | 1 | 0 | 23  | 2 |
| Defensor Sporting · Uruguay      | 1.ª           | 2025          | 14  | 0 | 0 | 0 | 1 | 0 | 15  | 0 |
| Defensor Sporting · Uruguay      | Total club    | Total club    | 41  | 2 | 3 | 1 | 2 | 0 | 46  | 3 |
| C. S. Emelec · Ecuador           | 1.ª           | 2025          | 8   | 1 | 1 | 0 | — | — | 9   | 1 |
| C. S. Emelec · Ecuador           | Total club    | Total club    | 8   | 1 | 1 | 0 | 0 | 0 | 9   | 1 |
| Total carrera                    | Total carrera | Total carrera | 126 | 3 | 4 | 1 | 9 | 0 | 139 | 4 |
| 1. 2.                            |               |               |     |   |   |   |   |   |     |   |

## Palmarés

### Títulos nacionales
| Título           | Club              | País    | Año  |
| ---------------- | ----------------- | ------- | ---- |
| Liga 1           | Universitario     | Perú    | 2023 |
| Copa AUF Uruguay | Defensor Sporting | Uruguay | 2023 |
| Copa AUF Uruguay | Defensor Sporting | Uruguay | 2024 |